# Parque Zoológico La Reina
El Parque Zoológico La Reina también conocido como Zoológico de Tizimín, de la ciudad homónima, en el estado de Yucatán, es el segundo parque zoológico más importante del estado, tras el Parque Zoológico del Centenario de Mérida.

## Historia
Fue inaugurado el 28 de febrero de 1975, durante la presidencia de Luis Echeverría Álvarez, el gobierno estatal de Carlos Loret de Mola Mediz y la alcaldía municipal de Carlos Alamilla Rodríguez, durante la primera visita a México de la monarca Isabel II del Reino Unido, quien inauguró este recinto.
En 2009 fue cerrado por incumplimiento con estándares de seguridad, aunque fue reinaugurado días después. En 2011, la escultura de X'Huencal, que es parte de la fundación prehispánica de la ciudad, fue trasladada al zoológico.

## Galería

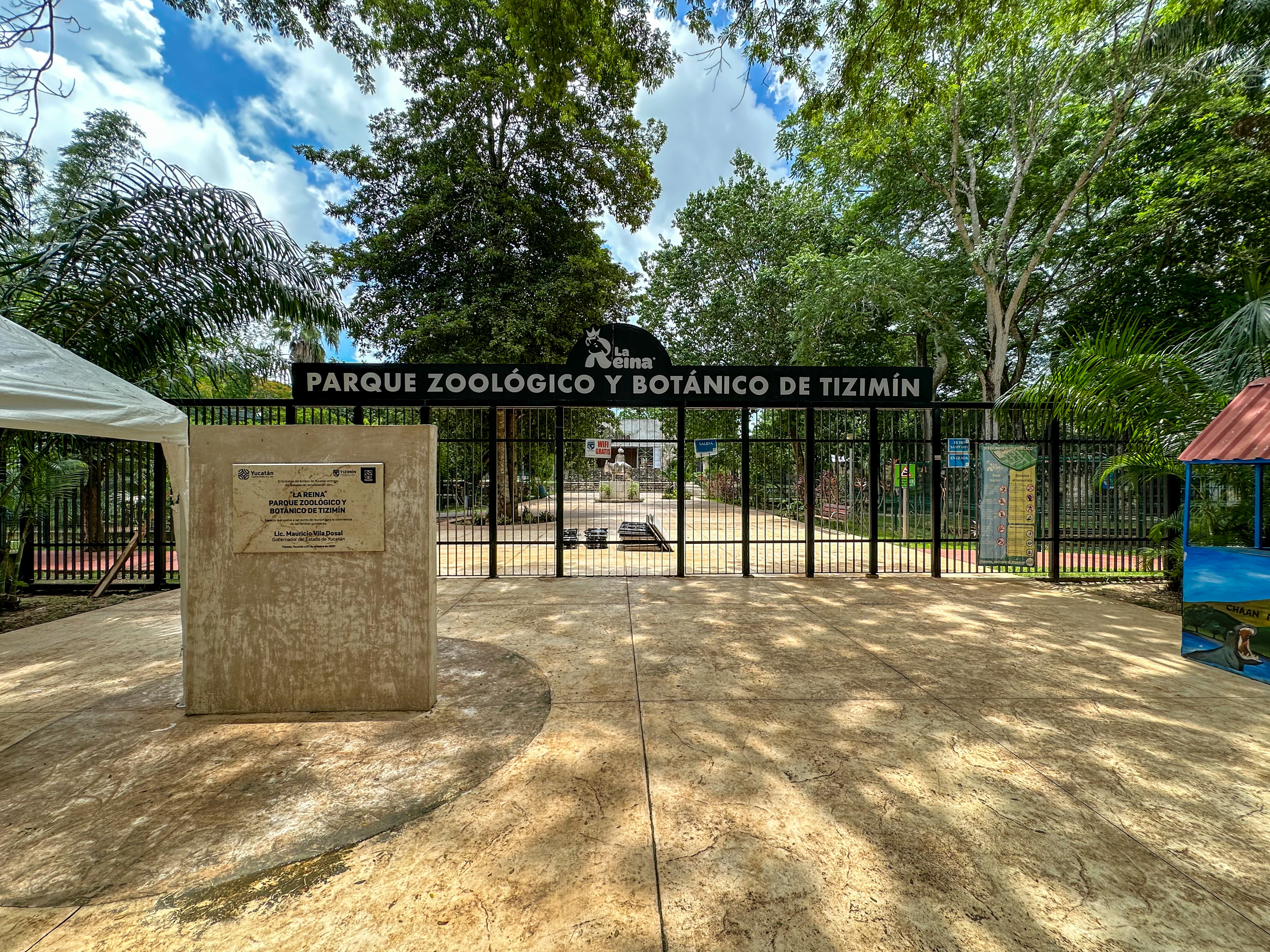
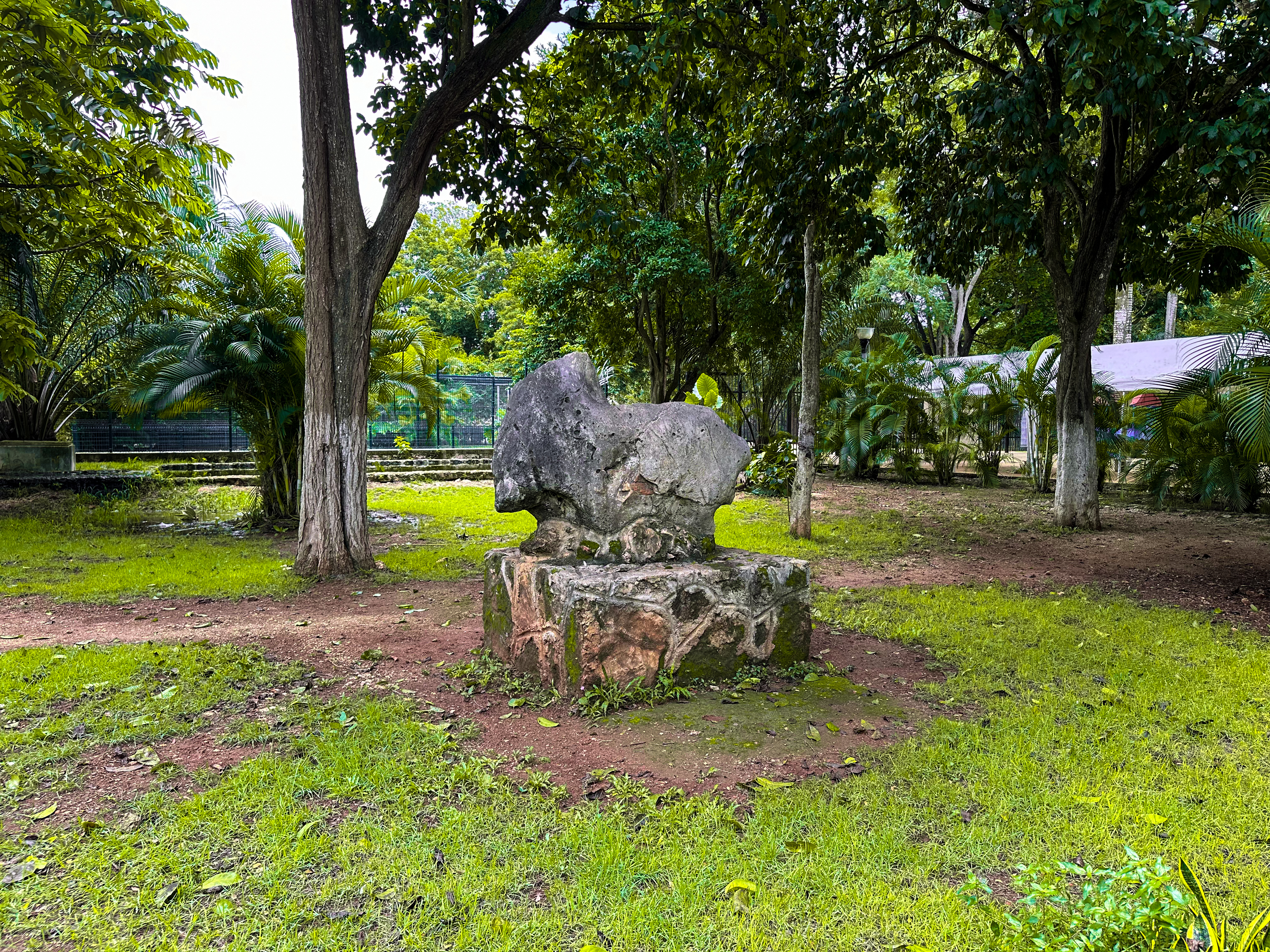